# Philodendron swartiae
Philodendron swartiae är en kallaväxtart som beskrevs av Thomas Bernard Croat. Philodendron swartiae ingår i släktet Philodendron och familjen kallaväxter. Inga underarter finns listade.